# رویه عادلانه
رویه عادلانه این الزام قضایی است که دولت باید به همهٔ حقوق طبیعی که یک شخص دارد احترام بگذارد. رویهٔ عادلانه توازن قوای قوانین کشور را برقرار کرده و از فرد در برابر آن حفاظت می‌کند. وقتی دولتی به شخصی خلاف یک اصل از قانون ضرر می‌رساند، این یک مورد از نقض رویهٔ عادلانه است که مغایر با حاکمیت قانون است.